# Eodrepanus paolae
Eodrepanus paolae là một loài bọ cánh cứng trong họ Bọ hung (Scarabaeidae).